# Charles Carter Drury
Sir Charles Carter Drury (Rothesay, 27 agosto 1846 – Londra, 18 maggio 1914) è stato un ammiraglio canadese.

## Biografia
Era il figlio di LeBaron Drury, console britannico e sceriffo di Saint John, Nuovo Brunswick, e di sua moglie Eliza Sophia Poyntz, figlia del colonnello James Poyntz.

## Carriera
Drury si unì alla Royal Navy ed è stato fatto un sottotenente nel 1865. È stato promosso a tenente nel 1868, a comandante nel 1878 e a capitano nel 1885. Drury è stato nominato comandante della corazzata HMS Hood nel 1895.
Promosso a contrammiraglio nel 1899, fu nominato comandante in capo, East Indies Station nel 1902, e quindi Secondo lord del mare e capo del personale navale nel 1903. È stato promosso a vice-ammiraglio nel 1904, ed è diventato il comandante in capo, Mediterranean Fleet nel 1907, prima di essere promosso ad ammiraglio e diventare Comandante in capo, Nore nel 1908. Si ritirò nel 1911.
È stato aiutante di campo della regina Vittoria (1897-1899). Suo  cugino era il generale Charles William Drury, padre di Lady Beaverbrook.